# Колодница (верхний приток Днестра)
Колодница (укр. Колодниця) — река в Дрогобычском и Стрыйском районах Львовской области Украины. Правый приток Днестра (бассейн Чёрного моря).
Длина реки 69 км, площадь бассейна 323 км². Долина в верховье V-образная, ниже — расширяется. Русло имеет в ширину 4—8 м (максимальная ширина — до 35 м). Глубина реки 0,5—1 м, наибольшая 3 м. Уклон реки 1,3 м/км. Бывают дождевые паводки. Русло на 35 км отрегулировано, в нижнем течении выполнено обвалование, есть пруды. В верхнем течении река является типично горной, ниже — носит равнинный характер.
Берёт начало на северо-восточных склонах одного из хребтов Восточных Бескид, на околице села Зимовки. Течёт преимущественно на северо-восток и (частично) север. Впадает в Днестр к северу от села Рудники. Левый приток — река Уличанка. В нижнем течении, от села Кавское к устью, река носит название Нежуховка.